# معقودة
المعقودة هي أكلة تقليدية منتشرة في المغرب تسمى خبز الفقراء وتعد من البطاطس المسلوقة والمهروسة مع خليط من البقدونس والكسبرة والثوم والملح والكمون والأعشاب المنسمة ثم تُقلى في الزيت ثم تقدم كوجبة أساسيّة في السندويتشات أو كمقبلات ثانوية.
وتنتشر في دول أسيا نسخة مشابهة لها تحت أسماء مختلفة تعرف في الهند وباكستان ب(cutlets potatoes) وفي إيران ب(Kuku Sibzamini).